# 卡洛儿·撒切尔
卡洛儿·撒切尔（英语：Carol Thatcher，1953年8月15日—），生于英国伦敦，英国记者，前英国首相撒切尔夫人之孿生女儿。

## 生平
卡洛儿·撒切尔在1953年8月15日生於倫敦夏洛特皇後與切爾西醫院。她是雙胞胎，孿生弟弟是馬克·戴卓爾，这对龙凤胎早六星期临产。母亲是英国前首相玛格丽特·撒切尔，父亲是丹尼斯·撒切尔爵士。根据撒切尔夫人的回忆，丹尼斯·撒切尔见到他们子女时的第一反应是：“天哪，他们看上去像兔子，把他们放回去”（"My god, they look like rabbits. Put them back"）。
卡洛儿·撒切尔毕业于伦敦大学学院，获得法律学位。1977年，卡洛儿·撒切尔迁居澳大利亚，并开始了她的记者生涯。
1977年至1979年，卡洛儿·撒切尔是《悉尼先驱晨报》的记者。而后她在第七频道担当电视主持人，之后在早晨新闻担任采访员。
卡洛儿·撒切尔后来回到英国新闻业发展。她曾是BBC第四电台的解说员。她也曾为著名的《每日电讯报》写稿。因为她的母亲撒切尔夫人在英国正街青云直上，鉴于她母亲的巨大影响，很多英国媒体报刊都拒绝发表卡洛儿·撒切尔的新闻稿。
2006年至2009年，卡洛儿·撒切尔是BBC《第一表演》（The One Show）的自由撰稿人，并经常参加该节目的电视，曾是解说员和参与话题讨论的嘉宾。

## 个人生活
卡洛儿·撒切尔至今未婚未育。她说：“ 我永远不想结婚，我永远享受这样的爱情方式。”